# نبرد توپل‌لو
نبرد توپل‌لو (انگلیسی: Battle of Tupelo) نبرد توپلو (ژوئیه ۱۴–۱۵ ۱۸۶۴) مبارزه‌ای بود در نزدیکی توپلوو، میسیسیپی از سری جنگ‌های داخلی آمریکا. در این نبرد ایالات متحده با پیروزی بر نیروهای متفق در شمال شرق می‌سی‌سی‌پی و حصول اطمینان از ایمنی ژنرال ویلیام شرمن کنترل خطوط در طول مسیر آتلانتا کمپین را در دست گرفت.